# Station Grinder
Station Grinder is een station in Grinder in de gemeente Grue in fylke Innlandet  in  Noorwegen. Het station ligt aan Solørbanen die inmiddels gesloten is voor personenverkeer. Het station dateert uit 1893 en was een ontwerp van Paul Due.